# Vidi aquam
Vidi aquam è un'antifona processionale gregoriana in lingua latina della liturgia cattolica. È letta o cantata come rito di ingresso durante il tempo di Pasqua per accompagnare l'aspersione dell'acqua benedetta precedentemente.

## Testo
Il testo latino è il seguente: 
| Testo | Traduzione |
| --- | --- |
| Vidi aquam egredientem de templo, a latere dextro, alleluia. Et omnes ad quos pervenit aqua ista salvi facti sunt, et dicent: alleluia, alleluia.                                               | Ho visto l'acqua che usciva dal tempio, dal lato destro, alleluia. E tutti quelli ai quali giunse quest'acqua furono salvi, e dicono: alleluia, alleluia.                                          |
| Confitemini Domino, quoniam bonus: quoniam in saeculum misericordia ejus. Gloria Patri et Filio et Spiritui Sancto. Sicut erat in principio, et nunc et semper, et in saecula saeculorum. Amen. | Lodate il Signore, perché è buono, perché in eterno è la sua misericordia. Gloria al Padre e al Figlio e allo Spirito Santo. Come era in principio, e ora e sempre, e nei secoli dei secoli. Amen. |
| Vidi aquam egredientem de templo, a latere dextro, alleluia. Et omnes ad quos pervenit aqua ista salvi facti sunt, et dicent: alleluia, alleluia.                                               | Ho visto l'acqua che usciva dal tempio, dal lato destro, alleluia. E tutti quelli ai quali giunse quest'acqua furono salvi, e dicono: alleluia, alleluia.                                          |

Il testo si ispira ai versetti di Ezechiele 47,1, che descrive la visione del profeta nella quale le acque sgorgano dal Tempio come un fiume santificante che inonda la terra d'Oriente, ma è anche in relazione al versetto di Giovanni 19,34, in cui si dice che dal costato trafitto del Crocifisso uscirono sangue e acqua: dall'acqua della Passione di Cristo risorto, che è l'acqua del battesimo, viene quindi la salvezza. L'aspersione dei fedeli è infatti una memoria del battesimo.
L'antifona precede e segue il versetto del Salmo 117,1, seguito dalla dossologia minore. Quando il coro canta la prima parte della dossologia, è uso che il sacerdote si volti verso l'altare e si inchini.
Al di fuori del tempo pasquale, il Vidi aquam è sostituito dal canto o dalla lettura dell'antifona Asperges me.

## Musica
Generalmente il Vidi aquam è cantato sulla melodia gregoriana dell'VIII tono, risalente al X secolo.
Tuttavia non sono mancati compositori che hanno reso il Vidi aquam polifonico: fra questi Tomás Luis de Victoria è autore di un celebre Vidi aquam a 4 voci;
- Blasius Ammon, mottetto a 4 voci[11]
- Manuel Cardoso, mottetto a 4 voci[12]
- Josef Gruber, mottetto a 4 voci, op. 82[13]
- Michael Haller, mottetto a voci[14]
- Orlando di Lasso, mottetto a 5 voci.[15]
- Filipe de Magalhães, mottetto a 4 voci[16]
- Cristóbal de Morales, mottetto a 4 voci[17]
- Oreste Ravanello, mottetto a 3 voci, op. 66/2[18]
- Samuel Webbe, mottetto a 4 voci[19]
- Domenico Bartolucci, mottetto a 5 voci.[20]
- Gabriele Studer, mottetto a 4 voci e organo